# Robert Kirkland Henry

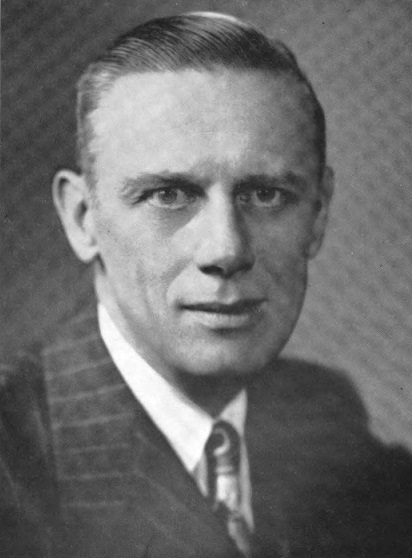
Robert Kirkland Henry, 1950

Robert Kirkland Henry (* 9. Februar 1890 in Jefferson, Wisconsin; † 20. November 1946 in Madison, Wisconsin) war ein US-amerikanischer Politiker. Zwischen 1945 und 1946 vertrat er den Bundesstaat Wisconsin im US-Repräsentantenhaus.

## Werdegang
Robert Henry besuchte die öffentlichen Schulen seiner Heimat und studierte danach an der University of Wisconsin–Madison. Danach wurde er im Bankgewerbe tätig. Außerdem begann er eine politische Laufbahn als Mitglied der Republikanischen Partei. Zwischen 1931 und 1935 war er als Nachfolger von Solomon Levitan Finanzminister (State Treasurer) von Wisconsin. Anschließend war er von 1939 bis 1944 Mitglied im Wasser- und Lichtausschuss der Stadt Jefferson. Gleichzeitig saß er im staatlichen Bankenausschuss.
Bei den Kongresswahlen des Jahres 1944 wurde Henry im zweiten Wahlbezirk von Wisconsin in das US-Repräsentantenhaus in Washington, D.C. gewählt, wo er am 3. Januar 1945 die Nachfolge von Harry Sauthoff antrat. Er konnte seine eigentlich bis zum 3. Januar 1947 laufende Legislaturperiode im Kongress aber nicht beenden, weil er am 20. November 1946 starb. Kurz vor seinem Tod war er auch für die nächste Legislaturperiode gewählt worden, die dann der bei einer Nachwahl gewählte Glenn Robert Davis an seiner Stelle absolvierte. Während Henrys Zeit im US-Repräsentantenhaus endete der Zweite Weltkrieg.